# Großkampftag
Der Begriff Großkampftag scheint erstmals am 2. Oktober 1916 im Heeresbericht des Großen Hauptquartiers zum Westlichen Kriegsschauplatz offiziell benutzt worden zu sein. Noch das 1916 erschienene Kriegstaschenbuch – Ein Handlexikon über den Weltkrieg kennt weder diesen Begriff noch den des Kampftages.
Nachdem die Schlachten und Kämpfe der früheren Kriege nur selten mehr als einen Tag beansprucht hatten, wurden auch in den deutschen Militärpässen lediglich die Schlachten und Gefechte bescheinigt, an denen der jeweilige Soldat teilgenommen hatte. Aus diesem Rahmen fielen nur Belagerungen heraus, die sich über längere Zeiträume erstrecken konnten, und als Belagerung in den Militärpass eingetragen wurden. Die höheren Kommandobehörden führten eigene Tagebücher, aus denen sie die Belastung der einzelnen Truppenteile erkennen konnten. Erst im Laufe des Ersten Weltkriegs reichten diese Angaben nicht mehr aus, um die Einsatzfähigkeit der Regimenter sicher beurteilen zu können. In den Gräben an der Front kam es stellenweise täglich zu Feuerüberfällen der feindlichen Artillerie und zu kleineren Gefechten der Stellungstruppen, die jedoch noch nicht den Anspruch auf die Bezeichnung als Schlacht erheben konnten. Daher wurde die Zählung der Kampftage eingeführt, um weiterhin eine Beurteilungsgrundlage dafür zu haben, ob eine Truppe weiterhin an der Front verbleiben konnte, oder zur Erholung aus ihr herausgezogen werden musste.
Der Begriff des Großkampftags darf als, in früheren Kriegen undenkbare, propagandistische Steigerung des bis dahin eher für den internen Gebrauch der Kommandobehörden geprägten Begriffs Kampftag angesehen werden. Schon anlässlich des Gefechts bei Langemarck (10. November 1914) meinte „der sonst so schroffe Ludendorff, der als Erster Generalquartiermeister des Feldheeres die Heeresberichte herausgab, (…), dass schlichte Wendungen wie "Langemarck wurde gehalten oder ist verloren", niemand befriedigt hätten.“ (Schweinitz, Sprache des deutschen Heeres). In der steten Unsicherheit, ob sich ein Kampf, sei es auch ein großer, im weiteren Verlauf zur Schlacht entwickeln würde, nahm man Zuflucht zu diesem neugeprägten Begriff. Abgesehen davon, dass Schlachten erst im Nachhinein mit einem Namen bezeichnet werden, befand man sich mit diesem Begriff – neben dem propagandistischen Effekt – in der Lage, aus dem Üblichen herausfallende Gefechtstätigkeit an der Front ansprechen zu können.
Bereits in der Weimarer Republik wurden die Begriffe Kampftag und Großkampftag auch immer häufiger benutzt, um politische oder parteiinterne Ereignisse herauszustreichen und martialisch zu überhöhen. Heute wird der Begriff des Großkampftags in beinahe jedem Zusammenhang zur Bezeichnung erhöhter Kraftanstrengung oder erhöhten Einsatzes benutzt.